# Glenview Manor
Glenview Manor város az USA Kentucky államában, Jefferson megyében. Lakosainak száma 206 fő (2020. április 1.).

## Népesség
A település népességének változása:

| 2010 | 191 |
| 2020 | 206 |